# Öfingen
Öfingen est une localité de la ville allemande de Bad Dürrheim dans l'Arrondissement de Forêt-Noire-Baar, située sur le plateau de la Baar.

## Géographie
Öfingen est limitrophe de Sunthausen, Tuningen, Talheim, Immendingen, Unterbaldingen et Oberbaldingen.

## Commune
Le 1er septembre 1971 la commune de Öfingen a fusionné avec la commune de Bad Dürrheim, à la suite de l'acceptation du projet par les conseillers municipaux des deux communes.
Le village de Öfingen abrite une église à l'architecture baroque.